# Акензае
Акензае (д/н — бл. 1669) — 10-й великий оба (володар) держави Едо в 1661—1669 роках.

## Життєпис
Походив з однієї з молодших гілкох Другої династії. 1661 року завдяки підтримці частини узама (аристократії) захопив владу, поваливши великого обу Огензае, якого оголосив узурпатором. Занедбав державні справи, поринувши у розваги та розкоши. Насолідком цього стло спустошення державної скарбниці сановниками та узама. 
Протягом усього його панування тривала запекла боротьба між різними кланами узама. Повалений 1669 року. Новим правителем став Акенґбой.